# スター・ウォーズ/フォースの覚醒
『スター・ウォーズ／フォースの覚醒』（原題：Star Wars: The Force Awakens）は、2015年のアメリカのスペースオペラ映画。J・J・エイブラムスが監督・共同脚本・製作を務め、ルーカスフィルムとエイブラムスの製作会社バッド・ロボット・プロダクションズが製作し、ウォルト・ディズニー・スタジオ・モーション・ピクチャーズが配給した。『ジェダイの帰還』（1983年）に続く「スター・ウォーズ」続三部作（シークエル・トリロジー）の第1作目であり、「スカイウォーカー・サーガ」の7作目にあたる。

## 概要
旧三部作の後日談に相当する物語であり、ルーク・スカイウォーカーがダース・ベイダー（アナキン・スカイウォーカー）を暗黒面から救い出し、アナキンと共にダース・シディアスを倒してから約数十年後の世界が舞台となっており、ルークによって壊滅された銀河帝国の残党が結成した『ファースト・オーダー』とそれに抵抗するためにルークの妹であるレイア・オーガナを中心に結成された『レジスタンス』が戦いを繰り広げる模様が描かれ、それらの戦いにひょんなことから関わっていく事になるレイの動向やファースト・オーダーを表立って先導する役割を担う、ダース・ベイダーの孫に当たるカイロ・レンとの関わりが描かれる。
ウォルト・ディズニー・カンパニーがルーカスフィルム買収後に製作した、初の本シリーズの映画である。
アメリカ（MPAA）では、前作『スター・ウォーズ エピソード3/シスの復讐』と同様にPG-13（13歳未満の鑑賞には、保護者の強い同意が必要）に指定された。

## ストーリー
遠い昔、はるか彼方の銀河系で...。
エンドアの戦いから約30年後。最後のジェダイの騎士ルーク・スカイウォーカーが姿を消した。その間に帝国軍の残党から新たに“ファースト・オーダー”が台頭し、再び銀河に脅威をもたらすと同時に彼の抹殺を計画していた。彼の双子の妹であるレイア・オーガナ将軍は、新銀河共和国の支援の下で独自の軍事組織“レジスタンス”を指揮してファースト・オーダーに立ち向かうと共に、彼の行方を捜索していた。
ルークの居場所を示す地図を入手するため、レジスタンスのパイロットである“ポー・ダメロン”は、相棒のドロイドの“BB-8”と砂漠の惑星ジャクーにいる探検家の“ロア・サン・テッカ”を訪れる。ポーは彼から地図を受け取るが、間もなく“カイロ・レン”や“キャプテン・ファズマ”が率いるファースト・オーダーの軍隊が村を襲撃してくる。ポーは、惑星ジャクーに来る時に乗ってきた愛機のXウイングにBB-8と乗り込み、地上から離陸し脱出しようとするが、2人のストームトルーパーに見つかってしまい、ブラスターの射撃でXウイングの後部を破壊され、離陸することが出来なくなってしまう。逃げられなくなったポーは、相棒のBB-8に地図のデータを託して遠くへ逃げるよう指示する。探検家のテッカはカイロ・レンにライトセーバーで斬り殺され、ポーは携帯していた自分のブラスターでカイロ・レンに立ち向かうが、カイロ・レンを狙って放たれたビームは彼が使う強力なフォースの力で止められ、ポーはファースト・オーダーの捕虜になりスター・デストロイヤーに連行されてしまう。その後カイロ・レンの命令により、集められた無抵抗の村人たちはストームトルーパーたちに虐殺される。一方、戦友の死や村人たちの虐殺に衝撃を受けたファースト・オーダーに所属している一人のストームトルーパー“識別番号 : FN-2187”は、帰還したスター・デストロイヤーの格納庫デッキで自分のマスクを外して動揺を鎮めようとするが、上官のファズマにとがめられて、出頭をするように命令される。
一方、砂漠の惑星ジャクーのゴミ漁り（廃品回収業者）である“レイ”は、夕方に日陰のAT-ATで夕食を食べていると、砂漠を徘徊していたBB-8の電子音を聞きつけ、同業者の“ティードー”に網で捕えられたBB-8を発見する。彼女は網を切りティードーからBB-8を解放すると、BB-8と一緒に行動することとなった。
その頃、ポーは独房でカイロ・レンから拷問を受けるが、ルークの所在を示す地図の在りかを答えるのを拒み続ける。最終手段としてカイロ・レンは、フォースの力を使ってポーの意識の中を探り、ドロイドのBB-8が地図を持っていることを知る。その後“ハックス将軍”に部下のストームトルーパーを使い、BB-8の早期発見の捜索を命じる。
翌日にレイは、廃品をジャンク屋の商人の“アンカー・プラット”に売りに行った際に、彼からBB-8を渡すよう唆されるが断る。
一方、自分の立場を失って追い詰められたFN-2187はファースト・オーダーからの脱走を決意し、捕虜として監禁されていたポーを仲間にバレないように密かに独房から救出すると、2人でスター・デストロイヤーの格納庫デッキに待機してあるTIEファイターを強奪し、スター・デストロイヤーから脱出する。その最中にポーは、新しい相棒であるFN-2187のことを“フィン”と名付け、二人はお互いに自己紹介をし仲良くなる。しかし、追手のミサイル攻撃を受けたTIEファイターはジャクーへ墜落してしまう。TIEファイターに乗っていた2人は、墜落時に離れ離れになり、フィンは緊急脱出装置で機体から射出され、ポーは自力で脱出していた。フィンは墜落時に残されていたポーが着ていた上着を着ると、砂漠を放浪の末、レイとBB-8に出会う。BB-8がポーが着ていた上着に気付いたため、フィンはポーと出会ったことを明かし、とっさに「俺はレジスタンスのメンバーだ。」とウソをつく。そこにBB-8を捜索していたファースト・オーダーのストームトルーパーと、上空にはTIEファイターが現れ、2人とBB-8を攻撃してくる。逃げるレイたちは成り行きで、廃品置き場に留置されていたポンコツ船のミレニアム・ファルコン号に乗り込み、追手を振り切ってジャクーを脱出する。危機を脱した2人とBB-8だが、ファルコン号は謎の大型貨物船のトラクター・ビームに捕獲される。2人は覚悟を決めるが、大型貨物船からファルコン号の船内に乗り込んできたのはファルコン号の元所有者のハン・ソロとチューバッカの2人だった。ファルコン号をジャンク屋のプラットにダマし取られていたソロたちは、大型貨物船“エラヴァナ”を使って密輸稼業を営んでいたのだった。そんな中、“バラ・ティク”率いる“グアヴィアン・デスギャング”と、“タス・リーチ”率いる悪名高い犯罪組織“カンジクラブ”が船内に乗り込んで来て、借金を取り立てるためにソロを捕らえようとする。レイは彼らを隔壁で止めようと試みるが、ソロが捕獲した3匹の“猛獣ラスター”を誤って解き放ってしまい、船内は大混乱に陥る。その混乱に乗じて、4人はファルコン号で脱出する。だが、グアヴィアン・デスギャングのバラ・ティクはBB-8がソロの元にいることをファースト・オーダーに密かに通報してしまう。
一方、ファースト・オーダーを率いる“最高指導者スノーク“は、カイロ・レンに対して光と闇のフォースが覚醒したことを告げ、光の誘惑と決別するために実の父親を殺さなければならないと試練を与える。
4人はBB-8の地図を見て、それが不完全なものであることを知る。ルークのことをもっと知りたいフィンとレイに、ソロはエンドアの戦いの後のルークの足跡を語る。ルークはジェダイ騎士団の再建を試みたものの、弟子の一人の少年がフォースの暗黒面に落ちて裏切り、ルークがそれまでに築いた全てをダメにしてしまった。そして噂では、ルークはジェダイ最古の寺院を探す放浪の旅に出たというのだ。
ソロたちはジャングルと密林に覆われた“惑星タコダナ”へ赴き、友人である酒場の主人の“マズ・カナタ”に助けを求める。酒場の店内にいたスパイが、レイたちがタコダナに隠れていることをファースト・オーダーに密かに通報する。
その頃、苦悩するカイロ・レンは旗艦にある自室に戻り、約30年前、ルークによって火葬された自身の祖父であるダース・ベイダーのマスクの前にひざまずきながら、光の誘惑を感じた旨を吐露する。
ソロはBB-8をレジスタンスに届けるようマズに頼むが、マズはソロ自身が行うべきだと助力を拒否する。また、ファースト・オーダーの恐ろしさを知るフィンは銀河辺境への逃走を望み、レイと衝突する。最終的にフィンは自分が元ストームトルーパーの脱走兵であることを明かし、その場を立ち去る。酒場に残されたレイは突如聞こえた不思議な声を追いかけてBB-8と地下の貯蔵室へ入ると、英雄アナキン・スカイウォーカーと彼の息子ルークが使っていたライトセーバーを見付ける。レイがそのライトセーバーを手に触れた瞬間、フォースと干渉し強烈なヴィジョンを見る。その時レイは「惑星ベスピンのクラウド・シティにあるルークとベイダーがライトセーバーで闘った一室に繋がる細い通路」「うつむくルークがR2-D2の頭を右腕の義手でなでるヴィジョン」「カイロ・レンと彼が率いる“レン騎士団”による襲撃のヴィジョン」、そして「幼い頃のレイが、砂漠の惑星ジャクーに両親に置き去りにされたヴィジョン」を垣間見る。レイはマズからライトセーバーを手にする運命であることを告げられるも、それを拒み、森の中へと逃げ込む。
その頃、ファースト・オーダーの本拠地がある“スターキラー基地”では、スノークが配下のハックス将軍に、かつて帝国軍が使用していたデス・スターをも超える超兵器の使用を許可した。ハックス将軍は大勢の兵士たちを前に演説を行い、新共和国がレジスタンスを影で支援していると糾弾し、兵士たちの士気を鼓舞すると共に新共和国の終焉を宣言した後、部下に兵器の発射を命じた。兵器から発射された破壊光線は、一撃で新共和国の“首都惑星ホズニアン・プライム”とその星系内の他の星を破壊する。
同時にファースト・オーダーは地図を手に入れるべく、惑星タコダナへの攻撃を開始する。酒場は破壊されてがれきの山と化し、ソロ、チューバッカ、フィンの3人は奮闘するものの、ファースト・オーダーに包囲され窮地に陥る。だが、ポーが率いるレジスタンスのXウイング部隊の加勢により生き延びることが出来た。一方、レイはカイロ・レンと遭遇した。カイロ・レンはレイのブラスターによる攻撃をライトセーバーで難なく防御すると、レイをフォースで武装解除し、拘束した。レイが地図を見たことに気づいたカイロ・レンは彼女をフォースで失神させてスターキラー基地へ連行し、ドロイドには構わず攻撃部隊を撤収させた。その後、タコダナにレイア将軍とC-3POが到着してソロやチューバッカと再会し、一行は“惑星ディカー”にあるレジスタンスの秘密基地に向かう。そこでBB-8はR2を見付けるが、R2はルークの失踪以来、活動を停止していた。スターキラー基地がディカーを破壊しようとしているとの知らせを受け、レジスタンスは、ファースト・オーダーの内部事情に詳しいフィンの情報を基にスターキラー基地の弱点を破壊するための計画を立てる。その際、ソロはレイアに自分たちの息子を生きたまま連れ戻すことを約束する。一方、スターキラー基地の独房に囚われたレイはカイロ・レンから尋問されるが、フォースによる人の心を読む力に対し激しく抵抗する。その過程で自身もフォースを使えることを発見し、レイはフォースを使って独房から脱出する。ソロ、チューバッカ、フィンの3人はファルコン号に搭乗してスターキラー基地に潜入、レイを救出し脱出する。それに合わせ、ポー率いるレジスタンスのXウイング部隊は、基地への攻撃を開始する。
しかし、スターキラー基地の上空でレジスタンス軍が苦戦を強いられるのを地上から目撃したソロは、基地の内部に爆薬を仕掛けて支援することを決意する。基地の内部にある広大な吹き抜けの空間に架けられた狭い通路をソロが一人で歩いていた時、カイロ・レンと遭遇する。彼を出生名の“ベン”と呼びながら「フォースの暗黒面を捨て、家族で共に暮らそう。」と必死で説得するが、カイロ・レンはソロの申し出を断り、油断したソロの体を自身のライトセーバーで深く貫き、殺してしまう。致命傷を負ったソロは、最期の瞬間に息子の頬をなで、眼下に広がるスターキラー基地のコアへと落下していった・・・。落下していくソロを見て怒り叫ぶチューバッカは、愛銃のボウキャスターでカイロ・レンの脇腹を撃ち抜き深手を負わせると共に、基地の内部に設置した爆薬に点火する。同時に、基地の爆発を視認したレジスタンスは猛攻を仕掛け、スターキラー基地の内部にある弱点（コア））を攻撃して破壊に成功する。
基地から脱出し、森の中にあるファルコン号へ向かうフィンとレイだったが、重傷を負いながらも2人を追跡するカイロ・レンが現れ、双方が対峙する。レイはソロからもらっていた銀のブラスターピストルでカイロ・レンと応戦しようとするが、カイロ・レンの強力なフォースで大木に叩き付けられ気絶してしまう。フィンはマズから預かったライトセーバーでカイロ・レンと戦うも、カイロ・レンライトセーバーによる斬撃で重傷を負ってしまう。フィンが戦闘中に取り落したルークのライトセーバーを、カイロ・レンはフォースで自分のもとに引き寄せようとするが、宙を舞ったライトセーバーはカイロ・レンの手中にではなく、同時に強いフォースで引き寄せたレイの手の中に納まった。レイは再びライトセーバーでカイロ・レンに挑むが、猛攻を仕掛けるカイロ・レンに窮地に立たされる。だが、追い詰められた時にカイロ・レンが会話で発した“フォース”という言葉をきっかけに、彼女はフォースと調和する。レイは反撃し、カイロ・レンの顔に大きな傷を負わせる。
スターキラー基地の内部にある弱点が破壊された影響で、スターキラー基地は崩壊を始め、レイとカイロ・レンの2人の間の地面に亀裂が入り、引き離されたことによって2人の対決は一旦終わりを告げる。ハックス将軍はスターキラー基地を事前に脱出しており、スノークはハックス将軍に基地を放棄してカイロ・レンを自身の下へ連れて脱出するよう指示し、カイロ・レンの修業を終わらせると決意する。一方、レイとチューバッカは負傷したフィンを連れ、崩壊するスターキラー基地からファルコン号で脱出する。ディカーにおいて、レジスタンスは勝利を祝うが、レイアとチューバッカ、レイはソロの死を悼む。その後R2が目覚め、中に保管されていたルークの所在が示された地図の残りの部分を再生、BB-8が手に入れた地図と結合され地図が完成したことでルークの居所が明らかとなる。レイはR2とチューバッカと共に地図に従い、ファルコン号で地図に示された遠い惑星へと降り立つ。そこでレイはフードを被った老人と出会う。老人は無言でレイの方へと振り返り、レイはライトセーバーを差し出す。そして、老人すなわちルークは静かにフードを外し、ライトセーバーを差し出すレイを見つめ返すのだった。

## キャスト
※括弧内は日本語吹き替え
- レイ - デイジー・リドリー（永宝千晶）
- フィン - ジョン・ボイエガ（杉村憲司）
- ポー・ダメロン - オスカー・アイザック（小松史法）
- カイロ・レン - アダム・ドライバー（津田健次郎）
- ハン・ソロ - ハリソン・フォード（磯部勉）
- レイア姫 - キャリー・フィッシャー（高島雅羅）
- ルーク・スカイウォーカー - マーク・ハミル（島田敏）
- チューバッカ - ピーター・メイヒュー
- C-3PO - アンソニー・ダニエルズ（岩崎ひろし）
- マズ・カナタ（英語版） - ルピタ・ニョンゴ（杉本ゆう）
- スノーク最高指導者 - アンディ・サーキス（壤晴彦）
- ハックス将軍 - ドーナル・グリーソン（川本克彦）
- ロー・サン・テッカ[5] - マックス・フォン・シドー（有本欽隆）
- キャプテン・ファズマ - グェンドリン・クリスティー（斉藤貴美子）

### カメオ出演
- かつてアナキン・スカイウォーカーやルーク・スカイウォーカーが使っていたライトセーバーにレイが触れ、フラッシュバックが発生するシーンでは、ヨーダの声としてフランク・オズの声が使用されている。ヨーダの台詞はフランク・オズにより新たな台詞の録音も行われたが、最終的に『スター・ウォーズ エピソード5/帝国の逆襲』での台詞が使用されている[6][7]。
- レイがライトセーバーに触れてフラッシュバックが発生するシーンでは、オビ＝ワン・ケノービの声としてアレック・ギネス及びユアン・マクレガーの声が使用されている。オビ＝ワンの台詞である「Rey...! These are your first steps.（レイ…！これがきみの最初の一歩だ。）」の「Rey（レイ）」の部分は、故人アレック・ギネスの『スター・ウォーズ エピソード4/新たなる希望』撮影時に収録した未使用の台詞の一部「Afraid（アフレイド）」から抜き出して加工して制作され、一方「These are your first steps.」は、ユアン・マクレガーにより新たに録音されたものである。当初「These are your first steps.」は、本シリーズのアニメでオビ＝ワンの声優を務めたジェームズ・アーノルド・テイラーによって収録が行われていたが、最終的にユアン・マクレガーの声に差し替えられた[6][7]。日本語吹き替え版では『エピソード6』までアレック・ギネスの吹き替えを担当した納谷悟朗が死去しているため、「Rey（レイ）」の部分も含めてユアン・マクレガーの吹き替えを担当した森川智之によって収録されている。
- マズの城で、作曲家のリン＝マニュエル・ミランダが作曲し、彼とJ・J・エイブラムスが歌唱する歌が流れている[8]。
- マズの城で登場するエイリアンのウォリバン役で、『スター・ウォーズ エピソード1/ファントム・メナス』でローディアンのウォルドを[9]、『エピソード6/ジェダイの帰還』でイウォークのウィケット・W・ウォリックを演じたワーウィック・デイヴィスが出演している[8][10]。
- マズの城で登場するパトロン役で、2014年にチャリティーサイトのOmaze、ルーカスフィルム、ウォルト・ディズニー・カンパニーにより開催された合同チャリティー企画「スター・ウォーズ フォース・フォー・チェンジ」の当選者であるD.C.バーンズが出演している[10][11][12]。
- フィンとポー・ダメロンがファースト・オーダーから脱走するのに乗り込んだTIEファイターが、スター・デストロイヤーの格納庫デッキから無許可で離陸しようとするのを警告するファースト・オーダーの司令官サニソン役で、『ラブ・アクチュアリー』の子役で有名なトーマス・サングスターが出演している[8][10]。
- ファースト・オーダーに拘束されたレイを見張るストームトルーパーの「FN-1824」役で、ジェームズ・ボンド役などで有名な俳優ダニエル・クレイグが出演している。これは、本作を撮影していたイギリスの撮影スタジオにて、同時期に映画『007 スペクター』の撮影も行われており、その撮影の合間に本作の制作現場をダニエル・クレイグが表敬訪問し、その場の流れでカメオ出演することになったとのこと[13]。その他、ストームトルーパーの「FN-3181」役で作曲家のマイケル・ジアッチーノ、「FN-9330」役でプロデューサーのナイジェル・ゴッドリッチも出演している[10][12]。
- 惑星ジャクーのジャンク業者の元締めアンカー・プラット役で、本シリーズの旧三部作の熱烈なファンで知られる俳優のサイモン・ペグが出演している[8][10]。
- レジスタンスのサイプレス大尉役で、J・J・エイブラムスの父親でTVプロデューサーのジェラルド・W・エイブラムスが出演している[8][10]。
- レジスタンスのコニックス中尉役で、キャリー・フィッシャーの娘のビリー・ラードが出演している[8][10]。
- レジスタンスの基地で、負傷したチューバッカの手当をしながら彼と会話を交わすレジスタンスのDr.カロニア役で、『スター・ウォーズ エピソード2/クローンの攻撃』と『エピソード3/シスの復讐』でドゥークー伯爵を演じたクリストファー・リーの姪のハリエット・ウォルターが出演している[8][10]。
- レジスタンスの基地で、レジスタンスのアストロメク・ドロイドとして、R2ユニットを組み立てるファン達のコミュニティの「R2ビルダーズ・クラブ」が余命数ヶ月の少女のために製作したR2-KTが登場している[14]。

## スタッフ
- 監督：J・J・エイブラムス
- 脚本：ローレンス・カスダン、J・J・エイブラムス、マイケル・アーント
- 原作：『スター・ウォーズ』(ジョージ・ルーカス)
- 製作：キャスリーン・ケネディ、J・J・エイブラムス、ブライアン・バーク
- 製作総指揮：トミー・ハーパー、ジェイソン・マクガトリン
- 撮影監督：ダン・ミンデル
- プロダクションデザイナー：リック・カーター、ダーレン・ギルフォード
- 編集：メリアン・ブランドン、メアリー・ジョー・マーキー
- 音楽：ジョン・ウィリアムズ
- 衣装デザイナー：マイケル・カプラン
- 特殊効果スーパーバイザー：クリス・コーボールド
- 視覚効果スーパーバイザー：ロジャー・ガイエット
- 音響デザイナー：ベン・バート
- ストップモーション・アニメーター：フィル・ティペット
- コンセプト・アーチスト：ダグ・チャン
- 再録音ミキサー：ゲイリー・ライドストロム
- 総音響編集：マシュー・ウッド
- 日本語版
  - 字幕：林完治
  - 吹替翻訳：平田勝茂
  - 吹替演出：清水洋史

## 製作
2012年10月に米娯楽大手のウォルト・ディズニー・カンパニーが、本シリーズの生みの親で知られるジョージ・ルーカス監督が設立した映画会社「ルーカスフィルム」を40億5000万ドル（約3200億円）で買収すると発表した。ディズニーは『スター・ウォーズ』に関する権利も同時に取得し、新たな3部作「エピソード7・8・9」の製作と、その第1章である『エピソード7』を2015年に公開することを明らかにした。
監督はアクション、ドラマ、サイエンス・フィクションといったジャンルの作品でよく知られ、スター・ウォーズ・シリーズのファンであるJ・J・エイブラムス で、自らがプロデューサーも務めた。
共同でプロデューサーを務めるのはエイブラムスの長年の相方ブライアン・バークと、ルーカスフィルム社長のキャスリーン・ケネディ。
脚本は、『エピソード5/帝国の逆襲』・『エピソード6/ジェダイの帰還』の共同脚本家ローレンス・カスダン。
もともとはオスカー脚本家のマイケル・アーント が脚本も書く予定で40〜50ページ分のあらましを書いたが、2013年11月にエイブラムスとローレンス・カスダンに引き継がれた。
その後、ルーク・スカイウォーカー、レイア・オーガナ、ハン・ソロが物語の中心になると報じられ、2014年1月下旬にはエイブラムスが脚本の完成を報告している。
本シリーズの生みの親であるジョージ・ルーカスは、当初、総指揮的な立場として参加する予定だったが、自身のプロットをディズニー側から拒否され、最終的に製作現場から退いた。
原語の副題『The Force Awakens』は、現地時間の2014年11月6日にSTAR WARS公式Twitterアカウントなどで正式に公表された。邦題『フォースの覚醒』は日本時間の2015年1月1日0時に発表。シリーズのタイトルには、国際的に「エピソード7」が含まれていないが、オープニングクロールにおいては「EPISODE VII」の表記が入っている。

### 背景
ルーカスは、ルーカスフィルム売却時に本作のあらましをディズニー社会長のボブ・アイガーに提出している。
また、過去35年間においてルーカスは続編のヒントを以下のように公開してきた。
- 「R2-D2とC-3POは全9エピソードに出演する唯一（唯二）のキャラになる」(1980、1981、1983年の発言)[21]
- 「その三部作は銀河共和制の再建をあつかう」(Lucas in 1980).[22]。
- 「年代記みたいなものだよ。一群の人間たち、家族の物語だ」 (Lucas in 1980).[21]
- 「ルークが女性とロマンチックな関係になるだろうな」(Lucas in 1988).[23]
- 「メインテーマは倫理的・哲学的問題になるだろう。倫理的な選択、善悪を判断する知恵、正義、葛藤、学んだことを越えること」(Lucas in 1983 and 1989).[24]
- 「ハミル、フォード、フィッシャーは60歳代か70歳代として登場するだろう」(Lucas in 1983).[24]

### 撮影
2014年2月11日、エイブラムス監督が6ヶ月の撮影スケジュールを発表した。
エイブラムス監督の要望により、異星人やドロイドは極力CGを使わず特殊メイクやアニマトロニクスにより撮影され、背景もロケやセット撮影が行われている。またデジタル撮影でなく35mmフィルムによる撮影が行われた。
6月、ハン・ソロ役のハリソン・フォードがイギリスのスタジオで撮影中にファルコン号船内セットの金属扉の誤動作で左脚を負傷した。フォード側はディズニー子会社の映画制作会社を安全性の不備で訴え、2016年10月に160万ポンド（約2億円）を支払う判決が下された。

### キャスティング
ハミルは2013年2月に「打診はあったよ。興味はあるかってね。まだ契約はしてない」と発言している。
2013年3月、ルーカスがインタビューで「三人とはもう契約した。ってこんなこと言っていいのかな。交渉は最終段階で、上手く行ったかどうかは伏せとくよ」と述べており、キャリー・フィッシャー、ハリソン・フォード、マーク・ハミルが出演することが明かされた。
2013年3月、フィッシャーは「契約した」とはっきり発言しているが、これが報じられると彼女の代理人は彼女がジョークを言っただけだとした。
2013年9月、ハミルの友人で俳優のロバート・イングランドは「マークはジムに通って鍛えてる。ルーク・スカイウォーカーだからね。腹筋をやらされてるよ」と発言している。ハミルとフィッシャーには栄養士とトレーナーが付いている。製作陣はフォードの体型には満足している。
2013年11月19日、製作陣はR2-D2が「出演」することを発表した。
2014年1月、俳優ジェシー・プレモンスがルークの息子「ベン・スカイウォーカー」を演じることが噂されたが、1月19日、プレモンスは否定。しかしエイブラムス監督はプレモンスと会って読み合わせをしたことを認め、「彼は交渉中の一人だ」とした。だが結局プレモンスは出演しなかった。
2014年4月29日、出演者のメンバーが正式に発表された。

## 公開
2013年11月、公開日が2015年12月18日であることが発表された。
2014年3月、ウォルト・ディズニー・カンパニーは「『エピソード7』はIMAXで公開する」と発表している。
2015年10月、日本においては公開日のほか、全国で本作を上映する映画館すべての初上映時間が「午後6時30分開始」と厳密に定められた（その他の地域の初上映時刻については本項の冒頭に記載）。
配給会社が変更されたため、恒例の20世紀フォックスファンファーレは流れないが、ディズニーロゴは世界観保持のためオープニングには表示されない。エンドクレジットでもディズニーロゴは登場しなかったが、ウォルト・ディズニー・レコードのロゴはエンドクレジットに登場した。
日本語吹き替え版での旧3部作のキャラクターは、多くの映画で行われているタレントの吹き替えを排除し、ソフト版の声優陣が再結集して当時と同じ役を演じている。なお、日本語吹き替え版のキャストは事前に発表されるケースが多いが、方針のためなのか、公開当日まで発表しない態勢をとった。
2016年3月25日をもって、全劇場・全スクリーンでの上映を終了した。

## プロモーション
- 日本国内では2015年8月2日からの青森ねぶた祭に合わせ、ディズニー・ジャパンから制作依頼を受けた青森の若手ねぶた師が、ヨーダやダース・ベイダーなどの人気キャラクターと本作が初登場の人物を含む4台のねぶたを作成した。当初ディズニー・ジャパンはねぶた祭期間中の運行を希望していたが、地元側が宣伝色が強く伝統にそぐわないと難色を示し、スポンサー企業の広告に使われる同年8月1日からの『前ねぶた』での運行となった[39][40]。
- 全日本空輸(ANA)は、「ANA STAR WARS PROJECT」を展開し[41]、2015年10月からR2-D2の特別塗装を施した国際線仕様のボーイング787-9や、R2-D2と本作から登場するBB-8を施した国内線仕様のボーイング767-300などの特別塗装機を就航させている[42]。
- 南海電気鉄道は2015年11月21日から2016年5月8日まで、特急ラピートの特別仕様車『スター・ウォーズ/フォースの覚醒』号（50000系電車第5編成を使用）をなんば駅 - 関西空港駅間にて運行した[43]。
- 東京ディズニーランドのアトラクション「スター・ツアーズ:ザ・アドベンチャーズ・コンティニュー」にて、本作の登場キャラクターの象徴的なシーンが追加されたスペシャルバージョンが、2016年2月上旬から同年9月上旬までの期間限定で実施される。期間終了後には、既存のシーンからランダムで本作仕様のシーンが選ばれる予定[44]。
- 検索サイトGoogleでは、冒頭で流れる「A long time ago in a galaxy far, far away....」（遠い昔、はるかかなたの銀河系で…。）と検索すると、オープニングロール風の検索結果が出る[45]。さらに、「内なるフォースの覚醒」と題した特設サイトも用意された[46]。

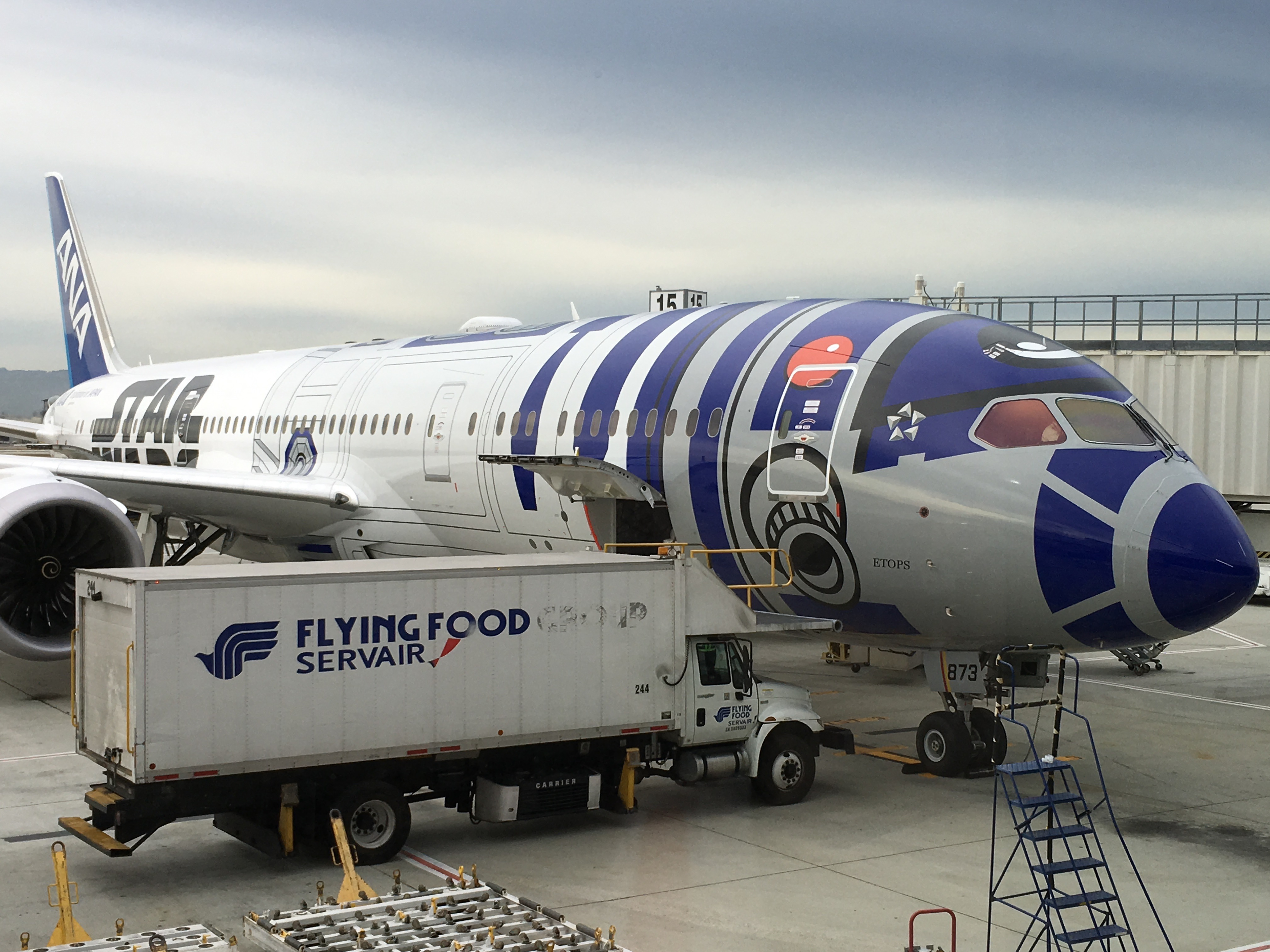
ANA "R2-D2 JET”
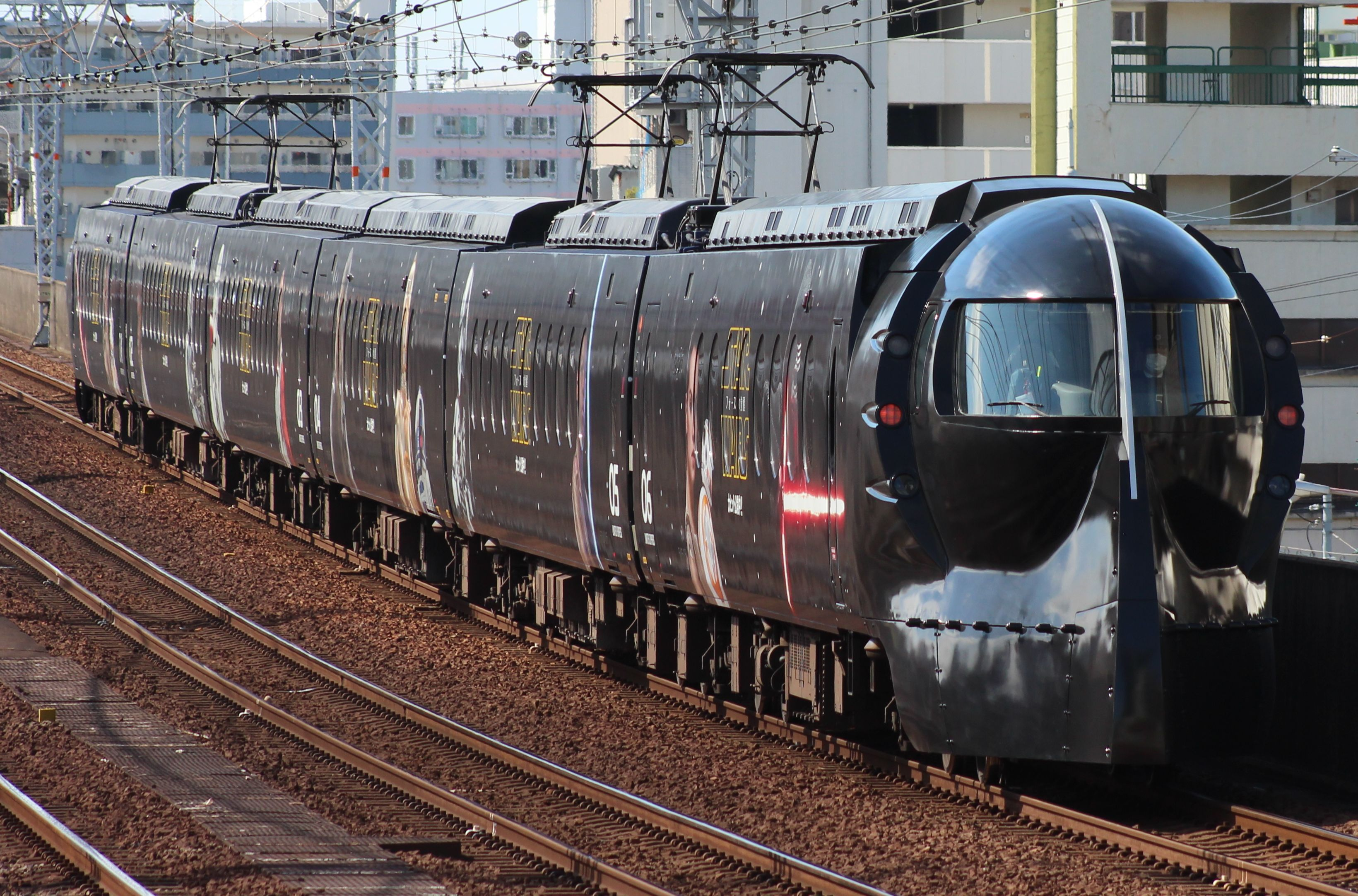
南海50000系電車 「スター・ウォーズ/フォースの覚醒」号

## エピソード
末期癌で2015年7月に余命2か月と診断され、死ぬ前に本作を見たいという希望を持っていた、子どもの頃からスター・ウォーズの熱狂的なファンだったテキサス州在住の32歳の男性のためにインターネット上で嘆願運動が始まり、出演俳優のマーク・ハミル、ピーター・メイヒュー、ジョン・ボイエガも支援の輪に加わった。
そして2015年11月3日、ディズニーやルーカス・フィルムのスタッフが男性の自宅を訪れ、特別に本作の未編集版を上映した。そのため、この男性は本作を世界最速で（合法的に）視聴した人物となった。
それから1週間後の2015年11月10日、男性は眠りながら安らかに息を引き取った。非常によく似た内容の『ファンボーイズ』という映画があったことからも日本を含め世界中で大きな話題となった。

## 評価

### 興行成績

#### アメリカ合衆国
2015年12月18日木曜日のレイトショーで、本作は5700万ドルを稼ぎ出した。この数字は『ハリー・ポッターと死の秘宝 PART2』が2011年に記録した4300万ドルを超え、レイトショーでの興行収入の最高記録を打ち立てた。翌19日に本格的な公開が始まり、公開初日だけで1億2500万ドルを稼ぎ出した（木曜レイトショー上映分を差し引くと6350万ドル）。この数字は『ハリー・ポッターと死の秘宝 PART2』が2011年に記録した9100万ドルを超え、公開初日の興行収入の最高記録となった。

#### 日本
最終興収は116億3000万円となり、2016年公開の外国映画で第1位となった。
|                                    | 動員 （万人） | 動員 （万人） | 動員 （万人） | 興収 （億円） | 興収 （億円） | 備考                                        |
| 週末                               | 週末          | 累計          | 週末          | 累計          |               | 備考                                        |
| ---------------------------------- | ------------- | ------------- | ------------- | ------------- | ------------- | ------------------------------------------- |
| 1週目の週末 (2015年12月19日・20日) | 2位           | 80.0          | 104.4         | 12.5          | 16.2          | 週末興収は本作が1位。                       |
| 2週目の週末 (12月26日・27日)       | 2位           | 44.6          | 245.3         | 7.3           | 38.4          | 週末興収は本作が1位。                       |
| 3週目の週末 (2016年1月2日・3日)    | 1位           | 52.2          | 414.0         | 8.3           | 64.0          |                                             |
| 4週目の週末 (1月9日・10日)         | 1位           | 39.1          | 533.8         | 6.2           | 82.4          | 累計動員および累計興収は1月11日までのもの。 |
| 5週目の週末 (1月16日・17日)        | 1位           | 23.6          |               | 3.9           | 90.0          |                                             |
| 6週目の週末 (1月23日・24日)        | 2位           | 16.0          | 616.0         | 2.6           | 96.0          | 週末動員は『信長協奏曲』が1位。             |
| 7週目の週末 (1月30日・31日)        | 3位           | 15.3          | 647.0         | 2.5           | 101.0         |                                             |
| 8週目の週末 (2月6日・7日)          | 4位           |               |               |               |               |                                             |
| 9週目の週末 (2月13日・14日)        | 4位           |               |               |               |               |                                             |
| 10週目の週末 (2月20日・21日)       | 5位           |               | 705.6         |               | 110.5         |                                             |
| 11週目の週末 (2月27日・28日)       | 7位           |               |               |               |               |                                             |
| 12週目の週末 (3月5日・6日)         | 6位           |               |               |               |               |                                             |
| 最終                               |               |               | 736.9         |               | 116.3         |                                             |

### 反応

#### ジョージ・ルーカス
本シリーズの生みの親であるジョージ・ルーカスは、2015年12月25日放送のアメリカのCBSテレビの朝の報道番組に出演し、自身が携わっていない本作について「私はスター・ウォーズを単なるSF映画だとは思っていない。スター・ウォーズはメロドラマであり、すべての家族の問題を描いているんだ。ところがディズニーは（スター・ウォーズを）メロドラマではなく、ファンを喜ばせるためのレトロ（懐古趣味）なSF作品にしようとしていた…」と切り出し、更に本作が「懐古趣味」をアピールしていることについて「嫌いだ。私が作ったスター・ウォーズは宇宙船も惑星も（前作とは）全く違うものになるよう懸命に努力した」と批判した。そして、自身がスター・ウォーズの全権利をウォルト・ディズニー・カンパニーに売却したことを「スター・ウォーズ全6作は私の子供だ。私が作り、非常に密接に関わり、それを愛している。私はそれを奴隷業者に売ってしまったのだ」と嘆いた。この発言がたちまち物議を醸したため、彼は同年12月31日付で「試写を見る前の発言で、非常に不穏当かつ不適当な例えを用いたことを謝罪します」と発言を撤回し、更に「記録的なヒットに舞い上がりそうで、この新作と、エイブラムス監督と（ルーカスフィルムの）キャスリーン・ケネディ社長を誇りに思う」と釈明した。

#### 批評家
批評家は、本作を絶賛している。映画批評集積サイトのRotten Tomatoesには274件のレビューがあり、批評家支持率は95%、平均点は10点満点で8.3点となっている。サイト側による批評家の意見の要約は「アクションが満載だ。また、昔懐かしいキャラクターと新キャラクターの両方が出ているおかげで万人受けする映画となっている。『スター・ウォーズ/フォースの覚醒』は『スター・ウォーズ』シリーズのかつての栄光を思い起こさせるような作品に仕上がっており、シリーズに新たなエネルギーを吹き込んだ」となっている。また、Metacriticには51件のレビューがあり、加重平均値は81/100となっている。なお、本作のCinemaScoreはAとなっている。
『デイリー・テレグラフ』のロビー・コリンは本作に5つ星評価で満点となる5つ星を与え、「J・J・エイブラムス監督の『スター・ウォーズ/フォースの覚醒』は長らく新作が作られなかった『スター・ウォーズ』シリーズをも覚醒させた。多くのファンから愛されてきた過去の6作品ともちゃんとつながっている。2015年に公開された映画の中でも群を抜いて素晴らしい作品だ」と評している。『ガーディアン』のピーター・ブラッドショーは本作に5つ星評価で満点となる5つ星を与え、「過去の6作品より脚本が優れている。もちろん、叙事詩である以上、非現実的で、感傷的で、メロドラマ的でもある。しかし、その溢れんばかりのエネルギーと物語の奥深さは観客を興奮させる」と評している。『デトロイト・ニュース』のトム・ロングは「オリジナルと内容が酷似していると感じる人もいるだろう。しかし、オリジナルの『スター・ウォーズ』は素晴らしいものであったということを受け入れよう。ただ単に『フォースの覚醒』は『スター・ウォーズ』は良いものだと再び思わせてくれる」と述べている。

### 受賞
アメリカン・フィルム・インスティテュート（AFI）が主催のAPIアワード2015では、本作を審査対象とするために、通常の発表時期である12月7日から、12月16日に変更された経緯がある。
| 年   | 映画賞                                | 賞                               | 対象                                                             | 結果       |
| ---- | ------------------------------------- | -------------------------------- | ---------------------------------------------------------------- | ---------- |
| 2015 | AFIアワード 2015                      | 映画部門                         |                                                                  | 受賞       |
| 2016 | 第66回アメリカ映画編集者協会 エディ賞 | ドラマ映画部門                   |                                                                  | 未決定     |
| 2016 | 第69回英国アカデミー賞                | 視覚効果賞                       |                                                                  | 受賞       |
| 2016 | 第69回英国アカデミー賞                | 新人賞 （EEライジングスター賞）  | ジョン・ボイエガ                                                 | 受賞       |
| 2016 | 第88回アカデミー賞                    | 編集賞                           |                                                                  | ノミネート |
| 2016 | 第88回アカデミー賞                    | 音響編集賞                       |                                                                  | ノミネート |
| 2016 | 第88回アカデミー賞                    | 視覚効果賞                       |                                                                  | ノミネート |
| 2016 | 第88回アカデミー賞                    | 作曲賞                           | ジョン・ウィリアムズ                                             | ノミネート |
| 2016 | 第63回ゴールデン・リール賞            | 映画（英語または外国語）作曲部門 |                                                                  | 受賞       |
| 2016 | 2016 キッズ・チョイス・アワード       | お気に入りの映画                 |                                                                  | 受賞       |
| 2016 | 2016 キッズ・チョイス・アワード       | お気に入りの映画男優             | ジョン・ボイエガ                                                 | ノミネート |
| 2016 | 2016 キッズ・チョイス・アワード       | お気に入りの映画女優             | デイジー・リドリー                                               | ノミネート |
| 2016 | エンパイア賞 2016                     | 監督賞                           | J・J・エイブラムス                                               | 受賞       |
| 2016 | エンパイア賞 2016                     | SF/ファンタジー映画賞            |                                                                  | 受賞       |
| 2016 | エンパイア賞 2016                     | 新人男優賞                       | ジョン・ボイエガ                                                 | 受賞       |
| 2016 | エンパイア賞 2016                     | 新人女優賞                       | デイジー・リドリー                                               | 受賞       |
| 2016 | MTVムービー・アワード 2016            | 最優秀映画賞                     |                                                                  | 未決定     |
| 2016 | MTVムービー・アワード 2016            | 最優秀女優賞                     | デイジー・リドリー                                               | 未決定     |
| 2016 | MTVムービー・アワード 2016            | 最優秀ファイト賞                 | レイ（デイジー・リドリー） vs カイロ・レン（アダム・ドライバー） | 未決定     |
| 2016 | MTVムービー・アワード 2016            | 最優秀ヒーロー賞                 | デイジー・リドリー                                               | 未決定     |

## 関連書籍
| 日本題                                                       | 原題                                                   | 著者                                                                     | 出版社（日本）             | 出版社（本国）                       | 種類               | 発表年月（日本） | 発表年月（本国）            |
| ------------------------------------------------------------ | ------------------------------------------------------ | ------------------------------------------------------------------------ | -------------------------- | ------------------------------------ | ------------------ | ---------------- | --------------------------- |
| スター・ウォーズ フォースの覚醒                              | Star Wars: The Force Awakens                           | アラン・ディーン・フォスター                                             | 講談社                     | デル・レイ                           | 小説               | 2016年9月15日    | 2015年12月18日              |
| スター・ウォーズ/フォースの覚醒                              | Star Wars: The Force Awakens                           | チャック・ウェンディング（作） ルーク・ロス（画） マーク・ラミング（画） | 小学館集英社プロダクション | マーベル・コミック                   | コミック           | 2017年12月9日    | 2016年6月22日-2016年11月9日 |
| スター・ウォーズ フォースの覚醒                              | Star Wars: The Force Awakens                           | マイケル・コッグ                                                         | 講談社                     | ディズニー・ルーカスフィルム・プレス | ジュニア小説       | 2016年4月27日    | 2015年12月18日              |
| STAR WARS フォースの覚醒前夜 ～ポー・レイ・フィン～          | Before the Awakening                                   | グレッグ・ルッカ                                                         | 講談社                     | ディズニー・ルーカスフィルム・プレス | ジュニア小説       | 2016年1月29日    | 2015年12月18日              |
| スター・ウォーズ フォースの覚醒 レイのサバイバル日記         | Star Wars: The Force Awakens: Rey's Survival Guide     | ジェイソン・フライ                                                       | 講談社                     | スタジオファン・ブックス             | レファレンスブック | 2016年1月19日    | 2015年12月18日              |
| スター・ウォーズ/フォースの覚醒 ビジュアル・ディクショナリー | Star Wars: The Force Awakens: The Visual Dictionary    | パブロ・ヒダルゴ                                                         | 講談社                     | ドーリング・キンダースリー           | レファレンスブック | 2016年9月27日    | 2015年12月18日              |
| スター・ウォーズ/フォースの覚醒 クロス・セクション           | Star Wars: The Force Awakens Incredible Cross-Sections | ジェイソン・フライ                                                       | ヴィレッジブックス         | 講談社                               | レファレンスブック | 2016年8月8日     | 2015年12月18日              |
| スター・ウォーズ/フォースの覚醒 コンプリートガイド           | （日本オリジナル）                                     | ウォルト・ディズニー・ジャパン株式会社（監修）                           | KADOKAWA                   | （日本オリジナル）                   | レファレンスブック | 2018年1月18日    | （日本オリジナル）          |
| アート・オブ・スター・ウォーズ/フォースの覚醒                | The Art of Star Wars: The Force Awakens                | フィル・スゾタック リック・カーター                                      | ヴィレッジブックス         | エイブラムス・ブックス               | アートブック       | 2015年12月26日   | 2015年12月18日              |

### ジャーニー・トゥ・フォースの覚醒
本作公開に向けてディズニーの出版部門であるディズニー・パブリッシング・ワールドワイドとルーカス・フィルムは、2015年の後半に『ジャーニー・トゥ・フォースの覚醒』と言うタイトルで、本作のスピンオフのコレクション作品となる20冊の小説やコミックなどの本と電子書箱のリリースを発表した。デル・レイ、ドーリング・キンダースリー、Egmont UK、マーベル・コミック、Phoenix Internationalなど小説やコミック本の出版社との協力によるコラボレーションによるものとなっており、スター・ウォーズの世界の一部となるスピンオフの内容になっているとのこと。

当初予定されていた『Star Wars: Journey to the Force Awakens - C-3PO』は『Star Wars Special: C-3PO: The Phantom Limb』に改題されてリリースされた。日本では2017年2月28日にヴィレッジブックスから発売された『スター・ウォーズ:ポー・ダメロン ブラックスコードロン』に収録された。

『Lost Stars』は現在小説の翻訳は日本ではされていないが、2017年5月4日より小宮山優作の下、LINEマンガでウェブコミックとして連載されている。当初は隔週木曜日の更新だったが、2017年7月より第一木曜日と第三木曜日が更新日に改められた。
| 日本題                                                         | 原題                                                     | 著者 | 出版社（日本）     | 出版社（本国）                         | 種類                 | 発表年月（日本） | 発表年月（本国）      |
| -------------------------------------------------------------- | -------------------------------------------------------- | --- | ------------------ | -------------------------------------- | -------------------- | ---------------- | --------------------- |
| スター･ウォーズ アフターマス                                   | Aftermath: Star Wars                                     | チャック・ウェンディング | ヴィレッジブックス | デル・レイ                             | 小説                 | 2016年7月30日    | 2015年9月4日          |
| STAR WARS／ロスト・スターズ                                    | Lost Stars                                               | クラウディア・グレイ |                    | ディズニー・ルーカスフィルム・プレス   | YA小説               |                  | 2015年9月4日          |
| おれたちの船って最高だぜ！ ハン・ソロとチューバッカの冒険      | Smuggler's Run: A Han Solo Adventure                     | グレッグ・ルッカ | 講談社             | ディズニー・ルーカスフィルム・プレス   | ジュニア小説         | 2015年12月7日    | 2015年9月4日          |
| ジェダイの剣術を磨け！ ルーク・スカイウォーカーの冒険          | The Weapon of a Jedi: A Luke Skywalker Adventure         | ジェイソン・フライ | 講談社             | ディズニー・ルーカスフィルム・プレス   | ジュニア小説         | 2015年12月7日    | 2015年9月4日          |
| 反乱軍の危機を救え！ レイア姫の冒険                            | Moving Target: A Princess Leia Adventure                 | ジェイソン・フライ | 講談社             | ディズニー・ルーカスフィルム・プレス   | ジュニア小説         | 2015年12月7日    | 2015年9月4日          |
| （未訳）                                                       | All Creatures Great and Small                            | ランドリー・Ｑ・ウォーカー |                    | ディズニー・ルーカスフィルム・プレス   | ショートストーリー   |                  | 2015年12月1日         |
| （未訳）                                                       | The Crimson Corsair and the Lost Treasure of Count Dooku | ランドリー・Ｑ・ウォーカー |                    | ディズニー・ルーカスフィルム・プレス   | ショートストーリー   |                  | 2015年12月1日         |
| （未訳）                                                       | The Face of Evil                                         | ランドリー・Ｑ・ウォーカー |                    | ディズニー・ルーカスフィルム・プレス   | ショートストーリー   |                  | 2015年12月1日         |
| （未訳）                                                       | High Noon on Jakku                                       | ランドリー・Ｑ・ウォーカー |                    | ディズニー・ルーカスフィルム・プレス   | ショートストーリー   |                  | 2015年12月1日         |
| （未訳）                                                       | The Perfect Weapon                                       | デリラ・S・ドーソン |                    | デル・レイ                             | ショートストーリー   |                  | 2015年11月24日        |
| スター・ウォーズ：砕かれた帝国                                 | Star Wars: Shattered Empire                              | グレッグ・ルッカ（ライター） ルコ・ケケィト(アーティスト) アンヘル・ウンスエータ(アーティスト) エミリオ・ライゾ(アーティスト) | ヴィレッジブックス | マーベル・コミック                     | ショートストーリー   | 2016年9月1日     | 2015年9月9日-10月21日 |
| きみは、知っているか!? スター・ウォーズ はやわかりデータブック | Star Wars: Absolutely Everything You Need to Know        | アダム・ブレイ ケリー・ドハティ コール・ホートン マイケル・コーギー                                                           | 講談社             | ドーリング・キンダースリー・チルドレン | レファレンスブック   | 2016年9月1日     | 2015年9月4日          |
| （未訳）                                                       | Star Wars: Ships of the Galaxy                           | ベンジャミン・ハーパー |                    | スタジオ・ファン・インターナショナル   | レファレンスブック   |                  | 2015年9月4日          |
| （未訳）                                                       | Star Wars: 100 Defining Moments                          | |                    | トピックス・メディア・ラボ             | 雑誌                 |                  | 2015年11月4日         |
| （未訳）                                                       | Star Wars: Droid Factory                                 | ダニエル・ウォーレス |                    | スタジオ・ファン・インターナショナル   | アクティビティブック |                  | 2015年11月3日         |
| さがして! みつけて! スター・ウォーズ                           | Star Wars: Look and Find                                 | | 講談社             | フェニックス・インターナショナル出版   | アクティビティブック | 2016年2月11日    | 2015年11月3日         |

## トリビア
- ハン・ソロ役のハリソン・フォードは、本シリーズの劇中の時系列では前作に当たる『エピソード6/ジェダイの帰還』でソロが死亡することを希望し脚本家のローレンス・カスダンも乗り気だったが、ルーカスが許さなかったため実現しなかった[94]。だが、本作ではスターキラー基地でカイロ・レンにライトセーバーで殺されることで実現した。
- ファースト・オーダーのストームトルーパーやジャクーのゴミ漁りなどの声として、本シリーズのアニメで声優を務めたジェームズ・アーノルド・テイラー、トム・ケイン、サム・ウィットワーらの声が使用されている[95]。
- レイのフラッシュバックのシーンではジェダイ騎士の他に、「Any Jedi」と囁く謎の人物も存在する。ファンの間ではこれはパルパティーンのもので、『エピソード3/シスの復讐』の台詞を切り取って使用したのではないかと噂されている[96]。
- フィンのストームトルーパー時代の認識番号である「FN-2187」は、『エピソード4/新たなる希望』でレイアが閉じ込められていたデス・スター内の牢の部屋番号である「2187」からきている[8]。
- ダニエル・クレイグの演じたストームトルーパーの「FN-1824」は、クレイグの著名な役であるジェームズ・ボンドにちなんで本シリーズのファンから「JB-007」と名付けられた。この名称は『レゴ スター・ウォーズ/フォースの覚醒』によって正式名称が判明するまでIMDbやニュースサイトなどで幅広く使用されていた[97]。
- 惑星タコダナでフィンと戦ったストームトルーパーの「FN-2199」は、「Traitor!（裏切り者！）」という台詞をもじって本シリーズのファンから「TR-8R」と名付けられた[98]。
- マズの城の入り口にある旗にはこれまでの作品に登場した様々な組織のマークが描かれている。また、その中には実在する本シリーズのコスプレイヤーの慈善団体である「501stリージョン」のマークも存在する[99]。
- レイが水に粉末を加えるだけで作ったパンはCGではなく食べることができる本物のパンであるが、撮影に使われたものは味は良くない[100]。これを元に抹茶を加えるなどアレンジしたレシピがStarWars.com公式ブログで公開されている[101]。
- チューバッカ役のピーター・メイヒューは高齢に加え膝に問題を抱えていたため、アクションシーンの一部はフィンランド人のバスケットボール選手兼俳優のヨーナス・スオタモが演じた[102]。
- ジョージ・ルーカスのデビュー作である『THX 1138』に由来し、スター・ウォーズシリーズの過去作では必ずどこかに登場していた数字「1138」は今作ではファースト・オーダーのストームトルーパーの認識番号として登場している[95]。